# Элан (Кальвадос)
Эла́н (фр. Heuland) — коммуна во Франции, находится в регионе Нижняя Нормандия. Департамент коммуны — Кальвадос. Входит в состав кантона Дозюле. Округ коммуны — Лизьё.
Код INSEE коммуны — 14329.

## Население
Население коммуны на 2010 год составляло 90 человек.
| 1962 | 1968 | 1975 | 1982 | 1990 | 1999 | 2010 |
| ---- | ---- | ---- | ---- | ---- | ---- | ---- |
| 100  | 92   | 79   | 61   | 54   | 71   | 90   |

## Экономика
В 2010 году среди 60 человек трудоспособного возраста (15—64 лет) 44 были экономически активными, 16 — неактивными (показатель активности — 73,3 %, в 1999 году было 75,5 %). Из 44 активных жителей работали 41 человек (20 мужчин и 21 женщина), безработных было 3 (3 мужчин и 0 женщин). Среди 16 неактивных 3 человека были учениками или студентами, 8 — пенсионерами, 5 были неактивными по другим причинам.